# J. L. Bourne
J. L. Bourne (* in Arkansas) ist ein US-amerikanischer Marineoffizier und Autor.
Bourne war hauptberuflich als Offizier in der United States Navy tätig. Er kam unter anderen in der Operation Iraqi Freedom zum Einsatz. Neben seinem Beruf und jetzt im Ruhestand betätigte sich Bourne schriftstellerisch und veröffentlichte mehrere Science-Fiction-Bücher.

## Veröffentlichungen
- Day-by-Day-Armageddon-Serie
  - Tagebuch der Apokalypse (engl.: Day by Day Armageddon, 2009), Heyne Verlag, München 2010, ISBN 978-3-453-52793-5
  - Tagebuch der Apokalypse 2 (engl.: Day by Day Armageddon: Beyond Exile, 2010), Heyne Verlag, München 2011, ISBN 978-3-453-52819-2
  - Tagebuch der Apokalypse 3 (engl.: Day by Day Armageddon: Shattered Hourglass, 2012), Heyne Verlag, München 2013, ISBN 978-3-453-43633-6
  - Tagebuch der Apokalypse 4 (engl.: Day by Day Armageddon: Ghost Run, 2016), Heyne Verlag, München, 2017, ISBN 978-3-453-31840-3
  - Day by Day Armageddon: Origin to Exile, 2011 (Sammelband bestehend aus Band 1 & 2, sowie der Kurzgeschichte If you can read this…)
  - Day by Day Armageddon: Grey Fox, 2013 (Nach Band 4 spielende Kurzgeschichte)
- Tomorrow-War-Serie
  - Tomorrow War – Die Chroniken von Max (engl.: Tomorrow War: The Chronicles of Max., New York: Gallery Books, 2015), Festa Verlag 2018, ISBN 978-3-86552-701-1
  - Tomorrow War – Die Chroniken von Max. Das 2. Buch (engl.: Tomorrow War 2: Serpent Road, New York: Gallery Books, 2017), Festa Verlag 2019, ISBN 978-3-86552-703-5
- Trilobyte, Hörbuch, 2019